# Brixia Tour
Die Brixia Tour war ein Radrennen, das von 2001 bis 2011 jährlich um die italienische Stadt Brescia herum in der Lombardei ausgetragen wurde. Das zur UCI Europe Tour gehörige Etappenrennen war in die Kategorie 2.1 eingeordnet.
Das Rennen hatte zunächst drei Etappen, ab 2006 dann vier und ab 2008 fünf Etappen. Teilweise waren diese in Halbetappen unterteilt. 

## Sieger
| - 2011 Fortunato Baliani - 2010 Domenico Pozzovivo - 2009 Giampaolo Caruso | - 2008 Santo Anzà - 2007 Davide Rebellin - 2006 Davide Rebellin - 2005 Emanuele Sella | - 2004 Danilo Di Luca - 2003 Martin Derganc - 2002 Igor Astarloa - 2001 Cadel Evans |